# Warsaj
Warsaj är ett distrikt i Afghanistan. Det ligger i provinsen Takhar, i den nordöstra delen av landet, 190 kilometer nordost om huvudstaden Kabul.
Distriktet beräknades år 2022 ha cirka 44 000 invånare.